# Deuxième circonscription de la Charente
La deuxième circonscription de la Charente est l'une des trois circonscriptions législatives françaises que compte le département de la Charente (16) situé en région Nouvelle-Aquitaine.

## Description géographique et démographique

### De 1958 à 1986
Dans le découpage électoral de 1958, la deuxième circonscription de la Charente était composée des cantons suivants :
- canton de Baignes-Sainte-Radegonde,
- canton de Barbezieux,
- canton de Brossac,
- canton de Châteauneuf-sur-Charente,
- canton de Cognac,
- canton d'Hiersac,
- canton de Jarnac,
- canton de Rouillac,
- canton de Segonzac.

### Composition de 1988 à 2012
La deuxième circonscription de la Charente est délimitée par le découpage électoral de la loi n°86-1197 du 24 novembre 1986
, elle regroupe les divisions administratives suivantes :
- canton de Baignes-Sainte-Radegonde,
- canton de Barbezieux-Saint-Hilaire,
- canton de Brossac,
- canton de Châteauneuf-sur-Charente,
- canton de Cognac-Nord,
- canton de Cognac-Sud,
- canton de Jarnac,
- canton de Segonzac.

D'après le recensement général de la population en 1999, réalisé par l'Institut national de la statistique et des études économiques (INSEE), la population totale de cette circonscription est estimée à 83083 habitants,.

### Composition depuis 2012
Depuis le découpage électoral de 2010 et la loi du 17 mai 2013 (redécoupage des cantons français), la deuxième circonscription de la Charente regroupe les cantons suivants :
- canton de Cognac 1
- canton de Cognac 2
- canton de Jarnac
- canton de Charente-Champagne
- canton de Charente-Sud
- canton de Tude et Lavalette
- et les communes suivantes du canton de Boëme-Échelle : Claix, Plassac-Rouffiac, Voulgézac, Mouthiers-sur-Boëme, Torsac, Dignac et Sers

## Historique des députations
| Législature | Début de mandat | Fin de mandat  | Député                    | Parti politique | Observations |
| ----------- | --------------- | -------------- | ------------------------- | --------------- | --- |
| Ire         | 9 décembre 1958 | 9 octobre 1962 | Félix Gaillard            | Non inscrit     | Mandat écourté à la suite d'une dissolution parlementaire décidée par Charles de Gaulle.                                                                       |
| IIe         | 6 décembre 1962 | 2 avril 1967   | Félix Gaillard            | RD              | |
| IIIe        | 3 avril 1967    | 30 mai 1968    | Félix Gaillard            | FGDS            | Mandat écourté à la suite d'une dissolution parlementaire décidée par Charles de Gaulle.                                                                       |
| IVe         | 11 juillet 1968 | 1er avril 1973 | Félix Gaillard Jean Lafon | FGDS            | À la suite de son décès le 9 juillet 1970, remplacé par Jean Lafon (non inscrit).                                                                              |
| Ve          | 2 avril 1973    | 2 avril 1978   | Francis Hardy             | UDR             | |
| VIe         | 3 avril 1978    | 22 mai 1981    | Francis Hardy             | RPR             | Mandat écourté à la suite d'une dissolution parlementaire décidée par François Mitterrand.                                                                     |
| VIIe        | 2 juillet 1981  | 1er avril 1986 | Bernard Villette          | PS              | |
| VIIIe       | 2 avril 1986    | 14 mai 1988    | Aucun                     | Aucun           | Proportionnelle par département, pas de député par circonscription. Mandat écourté à la suite d'une dissolution parlementaire décidée par François Mitterrand. |
| IXe         | 23 juin 1988    | 1er avril 1993 | Pierre-Rémy Houssin       | RPR             | |
| Xe          | 2 avril 1993    | 21 avril 1997  | Pierre-Rémy Houssin,      | RPR,            | Mandat écourté à la suite d'une dissolution parlementaire décidée par Jacques Chirac.                                                                          |
| XIe         | 12 juin 1997    | 18 juin 2002   | Marie-Line Reynaud        | PS              | |
| XIIe        | 19 juin 2002    | 19 juin 2007   | Jacques Bobe,             | UMP,            | |
| XIIIe       | 20 juin 2007    | 19 juin 2012   | Marie-Line Reynaud        | PS              | |
| XIVe        | 20 juin 2012    | 20 juin 2017   | Marie-Line Reynaud        | PS              | |
| XVe         | 21 juin 2017    | 21 juin 2022   | Sandra Marsaud            | LREM - TdP      | |
| XVIe        | 22 juin 2022    | 9 juin 2024    | Sandra Marsaud            | LREM - TdP      | Mandat écourté à la suite d'une dissolution parlementaire décidée par Emmanuel Macron.                                                                         |
| XVIIe       | 8 juillet 2024  | En cours       | Sandra Marsaud            | RE - TdP        | |

## Historique des élections

### Élections de 1958
| Candidat       | Candidat                    | Parti          | Premier tour | Premier tour | Second tour | Second tour |  |
| Candidat       | Candidat                    | Parti          | Voix         | %            | Voix        | %           |  |
| -------------- | --------------------------- | -------------- | ------------ | ------------ | ----------- | ----------- |  |
|                | Félix Gaillard élu          | Radsoc         | 18 211       | 40,95        | 20 724      | 47,67       |  |
|                | Patrick Castillon du Perron | CRR            | 9 614        | 21,62        | 15 421      | 35,47       |  |
|                | Roger Doche                 | PCF            | 7 803        | 17,55        | 7 330       | 16,86       |  |
|                | Félix Voiron                | MRP            | 7 216        | 16,23        | Retrait     | Retrait     |  |
|                | Philippe Alexandre          | UFF            | 1 630        | 3,67         |             |             |  |
|                |                             |                |              |              |             |             |  |
| Inscrits       | Inscrits                    | Inscrits       | 60 330       | 100,00       | 60 296      | 100,00      |  |
| Abstentions    | Abstentions                 | Abstentions    | 14 158       | 23,47        | 15 706      | 26,05       |  |
| Votants        | Votants                     | Votants        | 46 172       | 76,53        | 44 590      | 73,95       |  |
| Blancs et nuls | Blancs et nuls              | Blancs et nuls | 1 698        | 3,68         | 1 115       | 2,5         |  |
| Exprimés       | Exprimés                    | Exprimés       | 44 474       | 96,32        | 43 475      | 97,5        |  |

Le suppléant de Félix Gaillard était Jean Lafon, directeur de la station viticole, conseiller municipal de Cognac.

### Élections de 1962
| Candidat       | Candidat                     | Parti          | Premier tour | Premier tour | Second tour | Second tour |  |
| Candidat       | Candidat                     | Parti          | Voix         | %            | Voix        | %           |  |
| -------------- | ---------------------------- | -------------- | ------------ | ------------ | ----------- | ----------- |  |
|                | Félix Gaillard sortant réélu | Radsoc         | 17 860       | 48,55        | 24 674      | 72,52       |  |
|                | Roger Doche                  | PCF            | 7 110        | 19,33        | Retrait     | Retrait     |  |
|                | Pierre Soyer de Bosmelet     | UNR-UDT        | 6 883        | 18,71        | 9 348       | 27,48       |  |
|                | Félix Voiron                 | MRP            | 4 936        | 13,42        | Retrait     | Retrait     |  |
|                |                              |                |              |              |             |             |  |
| Inscrits       | Inscrits                     | Inscrits       | 59 372       | 100,00       | 59 362      | 100,00      |  |
| Abstentions    | Abstentions                  | Abstentions    | 21 004       | 35,38        | 22 452      | 37,82       |  |
| Votants        | Votants                      | Votants        | 38 368       | 64,62        | 36 910      | 62,18       |  |
| Blancs et nuls | Blancs et nuls               | Blancs et nuls | 1 579        | 4,12         | 2 888       | 7,82        |  |
| Exprimés       | Exprimés                     | Exprimés       | 36 789       | 95,88        | 34 022      | 92,18       |  |

Le suppléant de Félix Gaillard était Jean Lafon.

### Élections de 1967
| Candidat       | Candidat                     | Parti          | Premier tour | Premier tour | Second tour | Second tour |  |
| Candidat       | Candidat                     | Parti          | Voix         | %            | Voix        | %           |  |
| -------------- | ---------------------------- | -------------- | ------------ | ------------ | ----------- | ----------- |  |
|                | Félix Gaillard sortant réélu | FGDS (Radical) | 20 484       | 46,26        | 24 431      | 61,08       |  |
|                | Philippe Laffitte            | UD-Ve          | 13 009       | 29,38        | 15 567      | 38,92       |  |
|                | Guy Brion                    | PCF            | 10 787       | 24,36        | Retrait     | Retrait     |  |
|                |                              |                |              |              |             |             |  |
| Inscrits       | Inscrits                     | Inscrits       | 60 030       | 100,00       | 60 018      | 100,00      |  |
| Abstentions    | Abstentions                  | Abstentions    | 13 826       | 23,03        | 16 347      | 27,24       |  |
| Votants        | Votants                      | Votants        | 46 204       | 76,97        | 43 671      | 72,76       |  |
| Blancs et nuls | Blancs et nuls               | Blancs et nuls | 1 924        | 4,16         | 3 673       | 8,41        |  |
| Exprimés       | Exprimés                     | Exprimés       | 44 280       | 95,84        | 39 998      | 91,59       |  |

Le suppléant de Félix Gaillard était Jean Lafon.

### Élections de 1968
| Candidat       | Candidat                     | Parti                     | Premier tour | Premier tour | Second tour | Second tour |  |
| Candidat       | Candidat                     | Parti                     | Voix         | %            | Voix        | %           |  |
| -------------- | ---------------------------- | ------------------------- | ------------ | ------------ | ----------- | ----------- |  |
|                | Francis Hardy                | UDR (URP)                 | 18 135       | 40,22        | 21 928      | 49,41       |  |
|                | Félix Gaillard sortant réélu | FGDS (Radical)            | 14 924       | 33,1         | 22 451      | 50,59       |  |
|                | Guy Brion                    | PCF                       | 7 717        | 17,11        | Retrait     | Retrait     |  |
|                | Georges Flusin               | Divers droite (Gaulliste) | 3 452        | 7,66         |             |             |  |
|                | Louis Sardin                 | Modérés                   | 866          | 1,92         |             |             |  |
|                |                              |                           |              |              |             |             |  |
| Inscrits       | Inscrits                     | Inscrits                  | 59 216       | 100,00       | 59 224      | 100,00      |  |
| Abstentions    | Abstentions                  | Abstentions               | 13 177       | 22,25        | 13 645      | 23,04       |  |
| Votants        | Votants                      | Votants                   | 46 039       | 77,75        | 45 579      | 76,96       |  |
| Blancs et nuls | Blancs et nuls               | Blancs et nuls            | 945          | 2,05         | 1 200       | 2,63        |  |
| Exprimés       | Exprimés                     | Exprimés                  | 45 094       | 97,95        | 44 379      | 97,37       |  |

Le suppléant de Félix Gaillard était Jean Lafon. Jean Lafon remplaça Félix Gaillard, à la suite de son décès, le 16 juillet 1970. Il siégea comme non-inscrit.

### Élections de 1973
| Candidat       | Candidat              | Parti          | Premier tour | Premier tour | Second tour | Second tour |  |
| Candidat       | Candidat              | Parti          | Voix         | %            | Voix        | %           |  |
| -------------- | --------------------- | -------------- | ------------ | ------------ | ----------- | ----------- |  |
|                | Francis Hardy élu     | UDR (URP)      | 15 251       | 32,94        | 20 298      | 42,16       |  |
|                | Paul-Bernard Sabourin | Rad (MR)       | 10 918       | 23,58        | 12 065      | 25,06       |  |
|                | Gaston Saint-Jalmes   | PCF            | 8 338        | 18,01        | 15 783      | 32,78       |  |
|                | Gérard Pince          | MRG (UGSD)     | 6 316        | 13,64        | Retrait     | Retrait     |  |
|                | Jacques Desmoulins    | PSU            | 3 009        | 6,5          |             |             |  |
|                | Jean Daudin           | CNIP           | 2 471        | 5,34         |             |             |  |
|                |                       |                |              |              |             |             |  |
| Inscrits       | Inscrits              | Inscrits       | 60 821       | 100,00       | 60 806      | 100,00      |  |
| Abstentions    | Abstentions           | Abstentions    | 12 962       | 21,31        | 11 683      | 19,21       |  |
| Votants        | Votants               | Votants        | 47 859       | 78,69        | 49 123      | 80,79       |  |
| Blancs et nuls | Blancs et nuls        | Blancs et nuls | 1 556        | 3,25         | 977         | 1,99        |  |
| Exprimés       | Exprimés              | Exprimés       | 46 303       | 96,75        | 48 146      | 98,01       |  |

Le suppléant de Francis Hardy était Charles Franc, viticulteur, maire de Malaville.

### Élections de 1978
| Candidat       | Candidat                    | Parti          | Premier tour | Premier tour | Second tour | Second tour |  |
| Candidat       | Candidat                    | Parti          | Voix         | %            | Voix        | %           |  |
| -------------- | --------------------------- | -------------- | ------------ | ------------ | ----------- | ----------- |  |
|                | Francis Hardy sortant réélu | RPR            | 26 751       | 47,61        | 30 869      | 53,73       |  |
|                | Michel Tiracci              | PCF            | 9 767        | 17,38        | 26 582      | 46,27       |  |
|                | Jean Brunsvig               | MRG            | 9 642        | 17,16        | Retrait     | Retrait     |  |
|                | Jean-Claude Fayemendie      | diss. PS       | 7 733        | 13,76        |             |             |  |
|                | Gisèle Lacroze              | LO             | 2 296        | 4,09         |             |             |  |
|                |                             |                |              |              |             |             |  |
| Inscrits       | Inscrits                    | Inscrits       | 69 430       | 100,00       | 69 429      | 100,00      |  |
| Abstentions    | Abstentions                 | Abstentions    | 11 619       | 16,73        | 9 844       | 14,18       |  |
| Votants        | Votants                     | Votants        | 57 811       | 83,27        | 59 585      | 85,82       |  |
| Blancs et nuls | Blancs et nuls              | Blancs et nuls | 1 622        | 2,81         | 2 134       | 3,58        |  |
| Exprimés       | Exprimés                    | Exprimés       | 56 189       | 97,19        | 57 451      | 96,42       |  |

Le suppléant de Francis Hardy était Pierre-Rémy Houssin, conseiller régional, conseiller général du canton de Baignes-Sainte-Radegonde, maire de Baignes-Sainte-Radegonde.

### Élections de 1981
| Candidat       | Candidat              | Parti          | Premier tour | Premier tour | Second tour | Second tour |  |
| Candidat       | Candidat              | Parti          | Voix         | %            | Voix        | %           |  |
| -------------- | --------------------- | -------------- | ------------ | ------------ | ----------- | ----------- |  |
|                | Francis Hardy sortant | RPR (UNM)      | 23 665       | 46,61        | 26 431      | 47,46       |  |
|                | Bernard Villette élu  | PS             | 20 067       | 39,52        | 29 265      | 52,54       |  |
|                | Michel Tiracci        | PCF            | 6 143        | 12,10        |             |             |  |
|                | Stéphane Bulan        | PFN            | 897          | 1,77         |             |             |  |
|                |                       |                |              |              |             |             |  |
| Inscrits       | Inscrits              | Inscrits       | 71 775       | 100,00       | 71 745      | 100,00      |  |
| Abstentions    | Abstentions           | Abstentions    | 20 261       | 28,23        | 15 384      | 21,44       |  |
| Votants        | Votants               | Votants        | 51 514       | 71,77        | 56 361      | 78,56       |  |
| Blancs et nuls | Blancs et nuls        | Blancs et nuls | 742          | 1,44         | 665         | 1,18        |  |
| Exprimés       | Exprimés              | Exprimés       | 50 772       | 98,56        | 55 696      | 98,82       |  |

Le suppléant de Bernard Villette était Claude Jarry, viticulteur à Mérignac.

### Élections de 1988
| Candidat       | Candidat                          | Parti          | Premier tour | Premier tour | Second tour | Second tour |  |
| Candidat       | Candidat                          | Parti          | Voix         | %            | Voix        | %           |  |
| -------------- | --------------------------------- | -------------- | ------------ | ------------ | ----------- | ----------- |  |
|                | Pierre-Rémy Houssin sortant réélu | RPR (URC)      | 18 632       | 47,22        | 21 817      | 50,75       |  |
|                | Robert Richard                    | PS             | 16 464       | 41,72        | 21 173      | 49,25       |  |
|                | Henri Dutournier                  | PCF            | 2 389        | 6,05         |             |             |  |
|                | Antoine Pierron                   | FN             | 1 977        | 5,01         |             |             |  |
|                |                                   |                |              |              |             |             |  |
| Inscrits       | Inscrits                          | Inscrits       | 60 943       | 100,00       | 60 930      | 100,00      |  |
| Abstentions    | Abstentions                       | Abstentions    | 20 637       | 33,86        | 17 165      | 28,17       |  |
| Votants        | Votants                           | Votants        | 40 306       | 66,14        | 43 765      | 71,83       |  |
| Blancs et nuls | Blancs et nuls                    | Blancs et nuls | 844          | 2,09         | 775         | 1,77        |  |
| Exprimés       | Exprimés                          | Exprimés       | 39 462       | 97,91        | 42 990      | 98,23       |  |

Le suppléant de Pierre-Rémy Houssin était Robert Roux, conseiller général du canton de Cognac-Sud, maire de Louzac-Saint-André.

### Élections de 1993
| Candidat       | Candidat                          | Parti          | Premier tour | Premier tour | Second tour | Second tour |  |
| Candidat       | Candidat                          | Parti          | Voix         | %            | Voix        | %           |  |
| -------------- | --------------------------------- | -------------- | ------------ | ------------ | ----------- | ----------- |  |
|                | Pierre-Rémy Houssin sortant réélu | RPR (UPF)      | 18 411       | 48,94        | 22 587      | 61,9        |  |
|                | Jean-Claude Fayemendie            | PS (ADFP)      | 6 309        | 16,77        | 13 902      | 38,1        |  |
|                | Jean-Xavier Dupuis                | FN             | 2 920        | 7,76         |             |             |  |
|                | Simone Fayaud                     | PCF            | 2 501        | 6,65         |             |             |  |
|                | Bruno Asseray                     | Divers droite  | 2 311        | 6,14         |             |             |  |
|                | Marie-Claude Lorriaux             | GÉ (EÉ)        | 2 186        | 5,81         |             |             |  |
|                | Aline Héraud                      | LT-LNÉ         | 1 054        | 2,8          |             |             |  |
|                | Patrick Loiseau                   | PT             | 1 016        | 2,7          |             |             |  |
|                | Francis Georgel                   | UÉD            | 908          | 2,41         |             |             |  |
|                |                                   |                |              |              |             |             |  |
| Inscrits       | Inscrits                          | Inscrits       | 60 676       | 100,00       | 60 675      | 100,00      |  |
| Abstentions    | Abstentions                       | Abstentions    | 20 374       | 33,58        | 21 284      | 35,08       |  |
| Votants        | Votants                           | Votants        | 40 302       | 66,42        | 39 391      | 64,92       |  |
| Blancs et nuls | Blancs et nuls                    | Blancs et nuls | 2 686        | 6,66         | 2 902       | 7,37        |  |
| Exprimés       | Exprimés                          | Exprimés       | 37 616       | 93,34        | 36 489      | 92,63       |  |

Le suppléant de Pierre-Rémy Houssin était Robert Roux.

### Élections de 1997
| Candidat       | Candidat                    | Parti          | Premier tour | Premier tour | Second tour | Second tour |  |
| Candidat       | Candidat                    | Parti          | Voix         | %            | Voix        | %           |  |
| -------------- | --------------------------- | -------------- | ------------ | ------------ | ----------- | ----------- |  |
|                | Pierre-Rémy Houssin sortant | RPR            | 12 830       | 33,47        | 18 808      | 45,19       |  |
|                | Marie-Line Reynaud élue     | PS             | 12 149       | 31,69        | 22 813      | 54,81       |  |
|                | Jean Dupuis                 | FN             | 4 282        | 11,17        |             |             |  |
|                | Simone Fayaud               | PCF            | 3 337        | 8,7          |             |             |  |
|                | Bruno Asseray               | LDI (MPF)      | 2 254        | 5,88         |             |             |  |
|                | Pascal Bellanger            | Les Verts      | 1 521        | 3,97         |             |             |  |
|                | Daniel Mercier              | MÉI            | 882          | 2,3          |             |             |  |
|                | Guy Lafont                  | MDC            | 816          | 2,13         |             |             |  |
|                | Rose Desport                | Extrême droite | 264          | 0,69         |             |             |  |
|                |                             |                |              |              |             |             |  |
| Inscrits       | Inscrits                    | Inscrits       | 60 383       | 100,00       | 60 373      | 100,00      |  |
| Abstentions    | Abstentions                 | Abstentions    | 19 596       | 32,45        | 16 516      | 27,36       |  |
| Votants        | Votants                     | Votants        | 40 787       | 67,55        | 43 857      | 72,64       |  |
| Blancs et nuls | Blancs et nuls              | Blancs et nuls | 2 452        | 6,01         | 2 236       | 5,1         |  |
| Exprimés       | Exprimés                    | Exprimés       | 38 335       | 93,99        | 41 621      | 94,9        |  |

Le suppléant de Marie-Line Reynaud était Jean-Marie Parenteau, viticulteur, maire de Birac.

### Élections de 2002
| Candidat       | Candidat                    | Parti            | Premier tour | Premier tour | Second tour | Second tour |  |
| Candidat       | Candidat                    | Parti            | Voix         | %            | Voix        | %           |  |
| -------------- | --------------------------- | ---------------- | ------------ | ------------ | ----------- | ----------- |  |
|                | Marie-Line Reynaud sortante | PS               | 12 689       | 32,78        | 18 187      | 49,47       |  |
|                | Jacques Bobe élu            | UMP              | 8 753        | 22,61        | 18 579      | 50,53       |  |
|                | Jérôme Mouhot               | Divers droite    | 8 199        | 21,18        | Retrait     | Retrait     |  |
|                | Xavier-Jean Dupuis          | FN               | 3 027        | 7,82         |             |             |  |
|                | Guillaume Boisumeau         | CPNT             | 1 941        | 5,01         |             |             |  |
|                | Sophie Adam-Bouvyer         | Les Verts        | 971          | 2,51         |             |             |  |
|                | Simone Fayaud               | PCF              | 958          | 2,47         |             |             |  |
|                | Nathalie Nouts              | LCR              | 530          | 1,37         |             |             |  |
|                | Danielle Dessouchet         | LO               | 514          | 1,33         |             |             |  |
|                | Aurore Chailloux            | CNIP             | 408          | 1,05         |             |             |  |
|                | Patrick Loiseau             | PT               | 286          | 0,74         |             |             |  |
|                | Mireille Roux               | MNR              | 230          | 0,59         |             |             |  |
|                | Anne Cublier                | Pôle républicain | 209          | 0,54         |             |             |  |
|                |                             |                  |              |              |             |             |  |
| Inscrits       | Inscrits                    | Inscrits         | 60 816       | 100,00       | 60 799      | 100,00      |  |
| Abstentions    | Abstentions                 | Abstentions      | 21 319       | 35,05        | 22 754      | 37,42       |  |
| Votants        | Votants                     | Votants          | 39 497       | 64,95        | 38 045      | 62,58       |  |
| Blancs et nuls | Blancs et nuls              | Blancs et nuls   | 782          | 1,98         | 1 279       | 3,36        |  |
| Exprimés       | Exprimés                    | Exprimés         | 38 715       | 98,02        | 36 766      | 96,64       |  |

Le suppléant de Jacques Bobe était Jean Gombert, cadre en pré-retraite, maire de Javrezac, conseiller général du canton de Cognac-Sud.

### Élections de 2007
| Candidat       | Candidat                | Parti          | Premier tour | Premier tour | Second tour | Second tour |  |
| Candidat       | Candidat                | Parti          | Voix         | %            | Voix        | %           |  |
| -------------- | ----------------------- | -------------- | ------------ | ------------ | ----------- | ----------- |  |
|                | Marie-Line Reynaud élue | PS             | 10 515       | 28,37        | 19 858      | 52,78       |  |
|                | Jérôme Mouhot           | UMP            | 9 925        | 26,78        | 17 767      | 47,22       |  |
|                | Bertrand Sourisseau     | CNIP           | 6 612        | 17,84        |             |             |  |
|                | Noël Belliot            | UDF–MoDem      | 2 043        | 5,51         |             |             |  |
|                | Jean-Claude Fayemendie  | Divers gauche  | 1 836        | 4,95         |             |             |  |
|                | Michel Adam             | Les Verts      | 1 015        | 2,74         |             |             |  |
|                | Brigitte Miet           | PCF            | 984          | 2,66         |             |             |  |
|                | Jean-Baptiste Millon    | FN             | 967          | 2,61         |             |             |  |
|                | Philippe Malsacre       | CPNT           | 891          | 2,4          |             |             |  |
|                | Nathalie Nouts          | LCR            | 788          | 2,13         |             |             |  |
|                | Patrick Bompoint        | PRG            | 629          | 1,7          |             |             |  |
|                | Danielle Dessouchet     | LO             | 378          | 1,02         |             |             |  |
|                | Patrick Fito            | MPF            | 346          | 0,93         |             |             |  |
|                | Jean-Pierre Tournier    | MNR            | 133          | 0,36         |             |             |  |
|                |                         |                |              |              |             |             |  |
| Inscrits       | Inscrits                | Inscrits       | 62 486       | 100,00       | 62 482      | 100,00      |  |
| Abstentions    | Abstentions             | Abstentions    | 24 699       | 39,53        | 23 662      | 37,87       |  |
| Votants        | Votants                 | Votants        | 37 787       | 60,47        | 38 820      | 62,13       |  |
| Blancs et nuls | Blancs et nuls          | Blancs et nuls | 725          | 1,92         | 1 195       | 3,08        |  |
| Exprimés       | Exprimés                | Exprimés       | 37 062       | 98,08        | 37 625      | 96,92       |  |

### Élections de 2012
| Candidat       | Candidat                           | Parti          | Premier tour | Premier tour | Second tour | Second tour |  |
| Candidat       | Candidat                           | Parti          | Voix         | %            | Voix        | %           |  |
| -------------- | ---------------------------------- | -------------- | ------------ | ------------ | ----------- | ----------- |  |
|                | Marie-Line Reynaud sortante réélue | PS             | 20 442       | 42,58        | 26 733      | 57,08       |  |
|                | Daniel Sauvaitre                   | UMP            | 13 119       | 27,32        | 20 099      | 42,92       |  |
|                | Christophe Gillet                  | RBM (FN)       | 5 405        | 11,26        |             |             |  |
|                | Jérôme Sourisseau                  | CpF (MoDem)    | 3 331        | 6,94         |             |             |  |
|                | Sylvie Mamet                       | FG (PG)        | 2 354        | 4,90         |             |             |  |
|                | Françoise Garandeau                | EÉLV           | 1 472        | 3,07         |             |             |  |
|                | Brigitte Miet                      | RS             | 728          | 1,52         |             |             |  |
|                | Martine L'Huillier                 | DLR            | 309          | 0,64         |             |             |  |
|                | Elisabeth Tomasini                 | MPF            | 285          | 0,59         |             |             |  |
|                | Marion Maltor                      | Pirate         | 253          | 0,53         |             |             |  |
|                | Gwenaëlle Gamine                   | LO             | 231          | 0,48         |             |             |  |
|                | Jocelyne Hanrio                    | PRV            | 85           | 0,18         |             |             |  |
|                |                                    |                |              |              |             |             |  |
| Inscrits       | Inscrits                           | Inscrits       | 84 854       | 100,00       | 84 796      | 100,00      |  |
| Abstentions    | Abstentions                        | Abstentions    | 35 939       | 42,35        | 36 489      | 43,03       |  |
| Votants        | Votants                            | Votants        | 48 915       | 57,65        | 48 307      | 56,97       |  |
| Blancs et nuls | Blancs et nuls                     | Blancs et nuls | 901          | 1,84         | 1 475       | 3,05        |  |
| Exprimés       | Exprimés                           | Exprimés       | 48 014       | 98,16        | 46 832      | 96,95       |  |

### Élections de 2017
|                                                                             |                                                                          |                           |                           |                          |                          |
|                                                                             |                                                                          | Premier tour 11 juin 2017 | Premier tour 11 juin 2017 | Second tour 18 juin 2017 | Second tour 18 juin 2017 |
|                                                                             |                                                                          |                           |                           |                          |                          |
|                                                                             |                                                                          | Nombre                    | % des inscrits            | Nombre                   | % des inscrits           |
| Inscrits                                                                    | Inscrits                                                                 | 83 966                    | 100,00                    | 83 946                   | 100,00                   |
| Abstentions                                                                 | Abstentions                                                              | 42 087                    | 50,12                     | 47 794                   | 56,93                    |
| Votants                                                                     | Votants                                                                  | 41 879                    | 49,88                     | 36 152                   | 43,07                    |
|                                                                             |                                                                          |                           | % des votants             |                          | % des votants            |
| Bulletins blancs                                                            | Bulletins blancs                                                         | 587                       | 1,40                      | 2 962                    | 8,19                     |
| Bulletins nuls                                                              | Bulletins nuls                                                           | 360                       | 0,86                      | 1 661                    | 4,59                     |
| Suffrages exprimés                                                          | Suffrages exprimés                                                       | 40 932                    | 97,74                     | 31 529                   | 87,21                    |
|                                                                             |                                                                          |                           |                           |                          |                          |
| Candidat Étiquette politique (partis et alliances)                          | Candidat Étiquette politique (partis et alliances)                       | Voix                      | % des exprimés            | Voix                     | % des exprimés           |
|                                                                             |                                                                          |                           |                           |                          |                          |
|                                                                             | Sandra Marsaud La République en marche                                   | 14 773                    | 36,09                     | 18 518                   | 58,73                    |
|                                                                             | Daniel Sauvaitre Les Républicains (Union des démocrates et indépendants) | 6 637                     | 16,21                     | 13 011                   | 41,27                    |
|                                                                             | Isabelle Lassalle Front national                                         | 5 833                     | 14,25                     |                          |                          |
|                                                                             | Nathalie Jabli La France insoumise                                       | 4 840                     | 11,82                     |                          |                          |
|                                                                             | Marianne Reynaud-Jeandidier Parti socialiste                             | 4 048                     | 9,89                      |                          |                          |
|                                                                             | Didier Tauzin Divers (Rebâtir la France)                                 | 1 499                     | 3,66                      |                          |                          |
|                                                                             | Pascale Lacourarie Europe Écologie Les Verts                             | 1 404                     | 3,43                      |                          |                          |
|                                                                             | Pascaline Brisset Union des démocrates et indépendants (diss.)           | 694                       | 1,70                      |                          |                          |
|                                                                             | Claudine Poncy Parti communiste français                                 | 549                       | 1,34                      |                          |                          |
|                                                                             | Alain Marquet Lutte ouvrière                                             | 395                       | 0,97                      |                          |                          |
|                                                                             | Virginie Anguenot Divers (Union populaire républicaine)                  | 231                       | 0,56                      |                          |                          |
|                                                                             | Catherine Tournerie Divers gauche (Nouvelle Donne)                       | 29                        | 0,07                      |                          |                          |
| Source : Ministère de l'Intérieur - Deuxième circonscription de la Charente |                                                                          |                           |                           |                          |                          |

### Élections de 2022
| Résultats des élections législatives des 12 et 19 juin 2022 de la 2e circonscription de Charente |                          |                          |                          |              |              |             |             |
| Candidat                                                                                         | Candidat                 | Parti et coalition       | Nuances                  | Premier tour | Premier tour | Second tour | Second tour |
| Candidat                                                                                         | Candidat                 | Parti et coalition       | Nuances                  | Voix         | %            | Voix        | %           |
|                                                                                                  | Sandra Marsaud           | LREM (ENS)               | ENS                      | 11 568       | 28,77        | 19 964      | 55,16       |
|                                                                                                  | Marceau Rapasse          | RN                       | RN                       | 9 245        | 22,99        | 16 228      | 44,84       |
|                                                                                                  | Chloé Chevalier,         | LFI (NUPES)              | FI                       | 8 244        | 20,50        |             |             |
|                                                                                                  | Jean-Hubert Lelièvre     | LR (UDC)                 | LR                       | 4 920        | 12,24        |             |             |
|                                                                                                  | Jérôme Desbrosse         | PRG                      | RDG                      | 1 915        | 4,76         |             |             |
|                                                                                                  | Daphné Goriaux           | VIA                      | REC                      | 1 521        | 3,78         |             |             |
|                                                                                                  | Carole Bataille          | ÉAC                      | ECO                      | 1 077        | 2,68         |             |             |
|                                                                                                  | William Sauton           | LP (UPF)                 | DSV                      | 772          | 1,92         |             |             |
|                                                                                                  | Quentin Caulliez         | PA                       | ECO                      | 477          | 1,19         |             |             |
|                                                                                                  | Françoise Bessas         | LO                       | DXG                      | 470          | 1,17         |             |             |
| Votes valides                                                                                    | Votes valides            | Votes valides            | Votes valides            | 40 209       | 97,33        | 36 193      | 90,56       |
| Votes blancs                                                                                     | Votes blancs             | Votes blancs             | Votes blancs             | 773          | 1,87         | 2 622       | 6,56        |
| Votes nuls                                                                                       | Votes nuls               | Votes nuls               | Votes nuls               | 330          | 0,80         | 1 149       | 2,88        |
| Total                                                                                            | Total                    | Total                    | Total                    | 41 312       | 100          | 39 964      | 100         |
| Abstention                                                                                       | Abstention               | Abstention               | Abstention               | 42 385       | 50,64        | 43 745      | 52,26       |
| Inscrits / participation                                                                         | Inscrits / participation | Inscrits / participation | Inscrits / participation | 83 697       | 49,36        | 83 709      | 47,74       |

### Élections de 2024
| Candidat                 | Candidat                 | Parti et coalition       | Nuance                   | Premier tour | Premier tour | Second tour | Second tour |
| Candidat                 | Candidat                 | Parti et coalition       | Nuance                   | Voix         | %            | Voix        | %           |
| ------------------------ | ------------------------ | ------------------------ | ------------------------ | ------------ | ------------ | ----------- | ----------- |
|                          | Barthélémy Martin,       | RN                       | UXD                      | 21 440       | 38,91        | 25 653      | 47,50       |
|                          | Sandra Marsaud,          | RE (ENS)                 | ENS                      | 15 091       | 27,39        | 28 350      | 52,50       |
|                          | Carole Ballu,            | LFI (NFP)                | UG                       | 11 208       | 20,34        | Retrait     | Retrait     |
|                          | Didier Jobit,            | LR                       | LR                       | 4 829        | 8,76         |             |             |
|                          | François Bessas,         | LO                       | EXG                      | 832          | 1,51         |             |             |
|                          | Alain Janot              | REC                      | REC                      | 737          | 1,34         |             |             |
|                          | Aurore de Clisson        | RN diss.                 | EXD                      | 509          | 0,92         |             |             |
|                          | Corentin Vinsonneau,     | Volt                     | ECO                      | 457          | 0,83         |             |             |
|                          |                          |                          |                          |              |              |             |             |
| Votes valides            | Votes valides            | Votes valides            | Votes valides            | 55 105       | 96,34        | 54 003      | 94,12       |
| Votes blancs             | Votes blancs             | Votes blancs             | Votes blancs             | 1 306        | 2,28         | 2 353       | 4,10        |
| Votes nuls               | Votes nuls               | Votes nuls               | Votes nuls               | 785          | 1,37         | 1 020       | 1,78        |
| Total                    | Total                    | Total                    | Total                    | 57 196       | 100          | 57 376      | 100         |
| Abstention               | Abstention               | Abstention               | Abstention               | 26 164       | 31,39        | 25 954      | 31,15       |
| Inscrits / participation | Inscrits / participation | Inscrits / participation | Inscrits / participation | 83 360       | 68,61        | 83 330      | 68,85       |

Le suppléant de Sandra Marsaud est Ludovic Massacret, agriculteur éleveur à Gurat.